# Arjan van der Kaaij
Arjan van der Kaaij (De Lier, 9 januari 1983), is een Nederlands voetballer. Hij heeft voor ADO Den Haag gespeeld. In de eredivisie speelde hij 1 wedstrijd, die tegen FC Groningen.

## Carrière
| Seizoen        | Club            | Land      | Competitie | Wed. | Goals |
| -------------- | --------------- | --------- | ---------- | ---- | ----- |
| 2004/05        | ADO Den Haag    | Nederland | Eredivisie | 1    | 0     |
| Totaal         | Totaal          | Totaal    | Totaal     | 1    | 0     |
| Bijgewerkt tot | 5 augustus 2009 |           |            |      |       |